# Astyanax poetzschkei
Astyanax poetzschkei är en fiskart som beskrevs av Ahl 1932. Astyanax poetzschkei ingår i släktet Astyanax och familjen Characidae. Inga underarter finns listade.